# Eulalia fastigiata
Eulalia fastigiata là một loài thực vật có hoa trong họ Hòa thảo. Loài này được (Nees ex Steud.) Haines mô tả khoa học đầu tiên năm 1924.